# Circuito di Sepang
Il circuito di Sepang (nella dizione internazionale Petronas Sepang International Circuit) è la sede del Gran Premio della Malesia del Motomondiale, ma è anche usato per altre competizioni di motociclismo e automobilismo, come la Formula 1 che ha corso qui dal 1999 al 2017. Sorge a breve distanza dalla capitale della Malaysia Kuala Lumpur, nel distretto di Sepang dello stato del Selangor.
Costruito con tecnologie moderne nel 1999 è stato considerato negli anni a seguire un modello di riferimento per i nuovi circuiti grazie alla creazione di tribune amplissime e funzionali, e ad aree di servizio (box, sale stampa) di prima qualità.  Progettato originariamente dallo studio di consulenza dell'ingegnere tedesco Hermann Tilke, che ha poi disegnato negli anni successivi i circuiti di Shanghai in Cina e Manama in Bahrain, con evidenti analogie con il disegno di Sepang, è stato profondamente rivisitato durante la prima, vera ristrutturazione del 2016, dopo che in passato erano state sollevate diverse critiche nell'ambiente. La ristrutturazione venne affidata allo studio Dromo di Jarno Zaffelli che modificò molte parti tra cui la principale fu l’ultima curva. Per risolvere problemi di sicurezza e mancanza di sorpassi, la curva venne modificata con banking negativo più ripida del Mondiale, sia di F1 che di MotoGP. La curva è stata molto criticata dai piloti, sia delle due che delle quattro ruote, ma è stata inserita di diritto nella classifica delle più interessanti dei rispettivi Campionati creando alcuni tra i migliori sorpassi che Sepang avesse mai visto.
In questo circuito il 23 ottobre 2011, durante la gara di MotoGP, il pilota italiano Marco Simoncelli ha perso la vita alla Curva 11. Il 2 novembre 2019 Il pilota indonesiano Afridza Munandar ha perso la vita durante il primo giro della Idemitsu Asian Talent Cup alla curva 10. Entrambi gli incidenti sono stati fatali per lo stesso motivo.

## Circuito principale

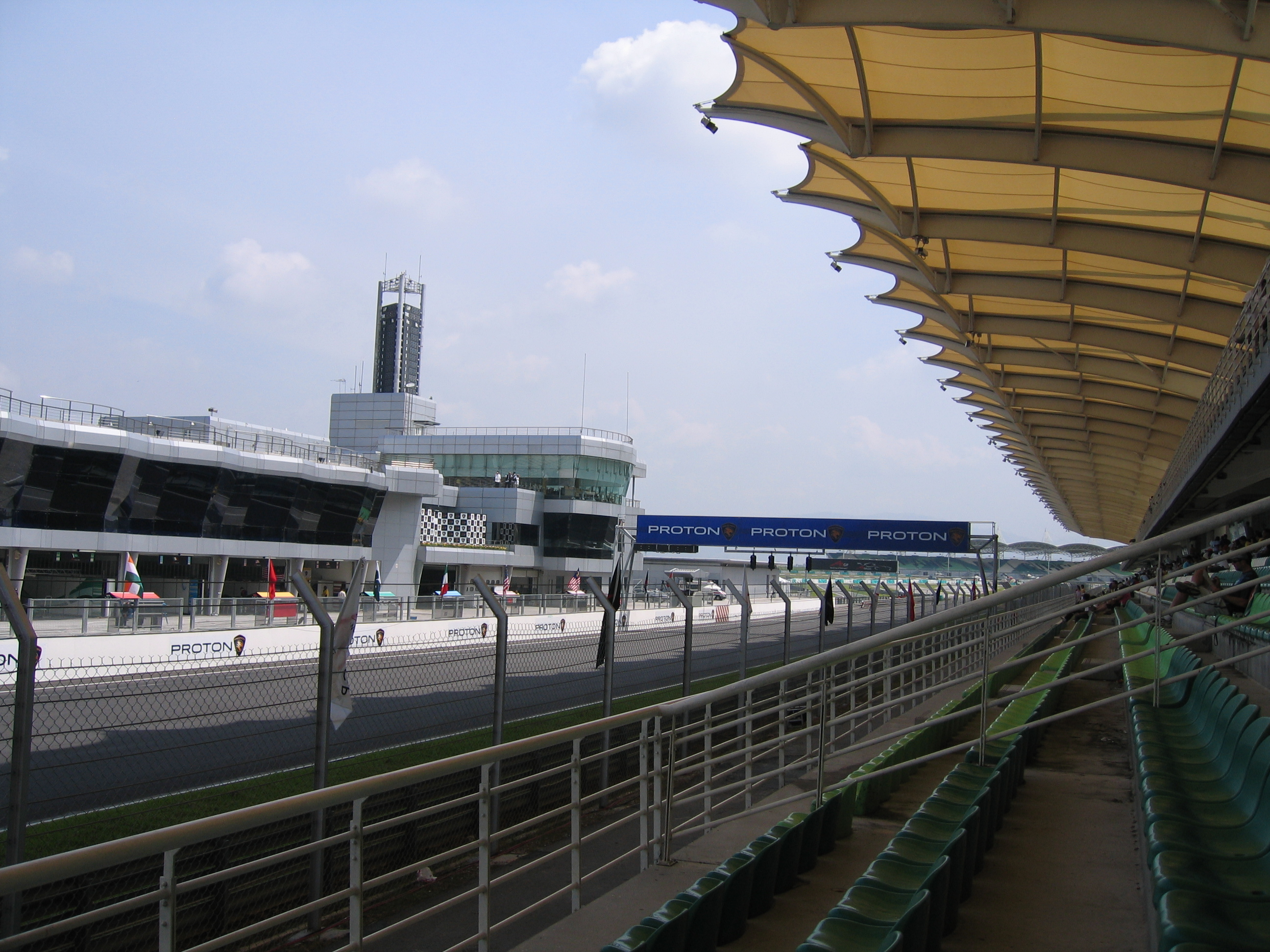
Sepang nel 2007

Il circuito principale, che solitamente si utilizza in senso orario, è lungo 5.543 metri e si caratterizza per le curve molto pronunciate e due lunghi rettilinei molto larghi, uniti tra di loro da un tornante molto lento che dovrebbe favorire le azioni di sorpasso. Viene usato dalla MotoGP e veniva usato dal campionato mondiale Superbike e dalla Formula 1.

## Altri tracciati
È possibile utilizzare solamente la prima ("tracciato nord") o seconda metà ("tracciato sud") del circuito per ottenere due circuiti ridotti da 2.710 e 2.610 metri rispettivamente. L'impianto di Sepang ha all'interno anche dei tracciati per i kart.

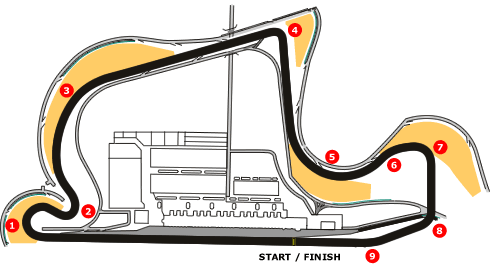
Tracciato Nord

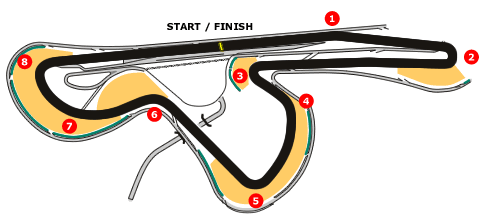
Tracciato Sud

## Albo d'oro della Formula 1
| Anno | Pilota               | Scuderia |
| ---- | -------------------- | -------- |
| 1999 | Eddie Irvine         | Ferrari  |
| 2000 | Michael Schumacher   | Ferrari  |
| 2001 | Michael Schumacher   | Ferrari  |
| 2002 | Ralf Schumacher      | Williams |
| 2003 | Kimi Räikkönen       | McLaren  |
| 2004 | Michael Schumacher   | Ferrari  |
| 2005 | Fernando Alonso      | Renault  |
| 2006 | Giancarlo Fisichella | Renault  |
| 2007 | Fernando Alonso      | McLaren  |
| 2008 | Kimi Räikkönen       | Ferrari  |
| 2009 | Jenson Button        | Brawn GP |
| 2010 | Sebastian Vettel     | Red Bull |
| 2011 | Sebastian Vettel     | Red Bull |
| 2012 | Fernando Alonso      | Ferrari  |
| 2013 | Sebastian Vettel     | Red Bull |
| 2014 | Lewis Hamilton       | Mercedes |
| 2015 | Sebastian Vettel     | Ferrari  |
| 2016 | Daniel Ricciardo     | Red Bull |
| 2017 | Max Verstappen       | Red Bull |

### Vittorie per Piloti
| vittorie | pilota               | anno(i)/vettura                                              |
| -------- | -------------------- | ------------------------------------------------------------ |
| 4        | Sebastian Vettel     | 2010/Red Bull - 2011/Red Bull - 2013/Red Bull - 2015/Ferrari |
| 3        | Michael Schumacher   | 2000/Ferrari - 2001/Ferrari - 2004/Ferrari                   |
| 3        | Fernando Alonso      | 2005/Renault - 2007/McLaren - 2012/Ferrari                   |
| 2        | Kimi Räikkönen       | 2003/McLaren - 2008/Ferrari                                  |
| 1        | Eddie Irvine         | 1999/Ferrari                                                 |
| 1        | Ralf Schumacher      | 2002/Williams                                                |
| 1        | Giancarlo Fisichella | 2006/Renault                                                 |
| 1        | Jenson Button        | 2009/Brawn GP                                                |
| 1        | Lewis Hamilton       | 2014/Mercedes                                                |
| 1        | Daniel Ricciardo     | 2016/Red Bull                                                |
| 1        | Max Verstappen       | 2017/Red Bull                                                |

### Vittorie per Team
| vittorie | team     | anno(i)/pilota |
| -------- | -------- | --- |
| 7        | Ferrari  | 1999/Eddie Irvine - 2000/Michael Schumacher - 2001/Michael Schumacher - 2004/Michael Schumacher - 2008/Kimi Räikkönen - 2012/Fernando Alonso - 2015/Sebastian Vettel |
| 5        | Red Bull | 2010/Sebastian Vettel - 2011/Sebastian Vettel - 2013/Sebastian Vettel - 2016/Daniel Ricciardo - 2017/Max Verstappen                                                  |
| 2        | McLaren  | 2003/Kimi Räikkönen - 2007/Fernando Alonso |
| 2        | Renault  | 2005/Fernando Alonso - 2006/Giancarlo Fisichella |
| 1        | Williams | 2002/Ralf Schumacher |
| 1        | Brawn GP | 2009/Jenson Button |
| 1        | Mercedes | 2014/Lewis Hamilton |

## Albo d'oro del Motomondiale
| Anno | Classe 125                   | Classe 250                   | Classe 500                 |
| ---- | ---------------------------- | ---------------------------- | -------------------------- |
| 1999 | Masao Azuma (Honda)          | Loris Capirossi (Honda)      | Kenny Roberts Jr (Suzuki)  |
| 2000 | Roberto Locatelli (Aprilia)  | Shin'ya Nakano (Yamaha)      | Kenny Roberts Jr (Suzuki)  |
| 2001 | Yōichi Ui (Derbi)            | Daijirō Katō (Honda)         | Valentino Rossi (Honda)    |
| Anno | Classe 125                   | Classe 250                   | MotoGP                     |
| 2002 | Arnaud Vincent (Aprilia)     | Fonsi Nieto (Aprilia)        | Max Biaggi (Yamaha)        |
| 2003 | Daniel Pedrosa (Honda)       | Toni Elías (Aprilia)         | Valentino Rossi (Honda)    |
| 2004 | Casey Stoner (KTM)           | Daniel Pedrosa (Honda)       | Valentino Rossi (Yamaha)   |
| 2005 | Thomas Lüthi (Honda)         | Casey Stoner (Aprilia)       | Loris Capirossi (Ducati)   |
| 2006 | Álvaro Bautista (Aprilia)    | Jorge Lorenzo (Aprilia)      | Valentino Rossi (Yamaha)   |
| 2007 | Gábor Talmácsi (Aprilia)     | Hiroshi Aoyama (KTM)         | Casey Stoner (Ducati)      |
| 2008 | Gábor Talmácsi (Aprilia)     | Álvaro Bautista (Aprilia)    | Valentino Rossi (Yamaha)   |
| 2009 | Julián Simón (Aprilia)       | Hiroshi Aoyama (Honda)       | Casey Stoner (Ducati)      |
| Anno | Classe 125                   | Moto2                        | MotoGP                     |
| 2010 | Marc Márquez (Derbi)         | Roberto Rolfo (Suter)        | Valentino Rossi (Yamaha)   |
| 2011 | Maverick Viñales (Aprilia)   | Thomas Lüthi (Suter)         | Evento annullato           |
| Anno | Moto3                        | Moto2                        | MotoGP                     |
| 2012 | Sandro Cortese (KTM)         | Alex De Angelis (FTR)        | Daniel Pedrosa (Honda)     |
| 2013 | Luis Salom (KTM)             | Esteve Rabat (Kalex)         | Daniel Pedrosa (Honda)     |
| 2014 | Efrén Vázquez (Honda)        | Maverick Viñales (Kalex)     | Marc Márquez (Honda)       |
| 2015 | Miguel Oliveira (KTM)        | Johann Zarco (Kalex)         | Daniel Pedrosa (Honda)     |
| 2016 | Francesco Bagnaia (Mahindra) | Johann Zarco (Kalex)         | Andrea Dovizioso (Ducati)  |
| 2017 | Joan Mir (Honda)             | Miguel Oliveira (KTM)        | Andrea Dovizioso (Ducati)  |
| 2018 | Jorge Martín (Honda)         | Luca Marini (Kalex)          | Marc Márquez (Honda)       |
| 2019 | Lorenzo Dalla Porta (Honda)  | Brad Binder (KTM)            | Maverick Viñales (Yamaha)  |
| 2020 | Non disputato                | Non disputato                | Non disputato              |
| 2021 | Non disputato                | Non disputato                | Non disputato              |
| 2022 | John McPhee (Husqvarna)      | Tony Arbolino (Kalex)        | Francesco Bagnaia (Ducati) |
| 2023 | Collin Veijer (Husqvarna)    | Fermín Aldeguer (Boscoscuro) | Enea Bastianini (Ducati)   |